# 鲁河乡 (濮阳县)
鲁河乡是中国河南省濮阳市濮阳县下辖的一个乡。

## 行政区划
鲁河乡下辖：鲁河村、刘坊村、水杨村、许屯村、李庄村、高庄村、贾庄村、寨上村、邢庄村、前巴河村、东巴河村、中巴河村、西巴河村、梁庄村、柘桑树村、田庄村、季家村、西杨村、安家村、王家村、南杨村、前白楼村、西白楼村、东白楼村、中白楼村、顾头村、翟庄村、高庙村、铁留庄村、新村、前杜固村、后杜固村、龙宿村、东寺上村、西寺上村、顾家庄村、丈古集村、前杜庄村、后杜庄村、李屯村、豆楼村、朱庄村、王庄村、前南孟村、刘南孟村、朱南孟村、张庄村。